# Ersatzvornahme
Ersatzvornahme ist eine Vollstreckungsmaßnahme, bei der anstelle des Pflichtigen eine vertretbare Handlung auf dessen Kosten vorgenommen wird. Es gibt sie im Recht der Zwangsvollstreckung nach der Zivilprozessordnung und als Maßnahme der Verwaltungsvollstreckung im öffentlichen Recht.
Bei der Ersatzvornahme unterscheidet man zwischen Selbstvornahme, bei welcher der Berechtigte die Handlung selbst vornimmt, und Fremdvornahme, bei der ein Dritter vom Vollstreckungsorgan beauftragt wird, die geschuldete Handlung vorzunehmen.

## Zwangsvollstreckungsrecht
Während die Zwangsvollstreckung wegen Geldforderungen vor allem durch Pfändung erfolgt, wird die Verpflichtung zur Vornahme einer vertretbaren Handlung durch Ersatzvornahme durchgesetzt (§ 887 ZPO).
Beispiel: In einem Nachbarschaftsstreit wurde Herr X dazu verurteilt, die zwischen den Grundstücken zum Nachbarn Y gelegene Mauer abzureißen. Trotz des zwischenzeitlich rechtskräftigen Titels hat Herr X die Mauer nicht abgerissen. Nunmehr will Herr Y den Abriss der Mauer mit Hilfe von Zwangsvollstreckungsmaßnahmen durchsetzen.
Herr Y beantragt deshalb beim zuständigen Vollstreckungsgericht, ihn zu ermächtigen, den Abriss der Mauer auf Kosten des X durch ein Abrissunternehmen vornehmen zu lassen.

## Verwaltungsvollstreckung
Die Ersatzvornahme ist für Bundesbehörden im Verwaltungs-Vollstreckungsgesetz (VwVG), für die Landesbehörden dagegen in den Verwaltungsvollstreckungsgesetzen der Bundesländer geregelt.
Voraussetzung für eine Ersatzvornahme ist, dass die in einem Verwaltungsakt aufgegebene Handlung überhaupt durch einen anderen erbracht werden kann, dass sie also im juristischen Sprachgebrauch vertretbar ist. Kann die Handlung nur von dem Verpflichteten selbst ausgeführt werden (nicht vertretbare Handlung), wie es typischerweise bei einer Auskunftspflicht der Fall ist, weil nur der Verpflichtete in der Lage ist, sein Wissen zu offenbaren, so kommt keine Ersatzvornahme, sondern nur die Verhängung anderer Zwangsmittel wie (Zwangsgeld oder eine Ersatzzwangshaft) in Betracht (§§ 11 ff. VwVG). in Betracht. Voraussetzung hierfür ist eine schriftliche Androhung der Zwangsmittel unter Setzung einer Frist zur Vornahme der nicht vertretbaren Handlung.
Beispiel: Ein Grundstücksbesitzer weigert sich, der Anordnung des Ordnungsamtes Folge zu leisten, einen die Fußgänger bedrohenden morschen Baum zu entfernen. Daraufhin beauftragt besagte Behörde ein Gartenbauunternehmen, den Baum auf Kosten des Grundstücksbesitzers fachgerecht zu fällen. Die Behörde tritt in Vorleistung, kann aber die entstandenen Kosten vom Grundstücksbesitzer zurückfordern.
Das gilt beispielsweise auch für die Durchsetzung einer bauordnungsrechtlichen Anordnung zur Beseitigung einer baulichen Anlage durch den Grundstückseigentümer, nicht jedoch bei einem städtebaulichen Abbruchgebot, das den Adressaten nicht zur Vornahme der Beseitigung verpflichtet, sondern nur zu deren Duldung.